# Euptychium pungens
Euptychium pungens är en bladmossart som beskrevs av Brotherus och Jean Édouard Gabriel Narcisse Paris 1911. Euptychium pungens ingår i släktet Euptychium och familjen Pterobryaceae. Inga underarter finns listade i Catalogue of Life.